# 梅内尔布
梅内尔布（法語：Ménerbes，法語發音：[menɛʁb]）是法国普罗旺斯-阿尔卑斯-蓝色海岸大区沃克吕兹省的一个市镇，属于阿普特区。

## 地理
梅内尔布（43°49'56"N, 5°12'23"E）面积30.27 平方千米，位于法国普罗旺斯-阿尔卑斯-蓝色海岸大区沃克吕兹省，该省份为法国东南部内陆省份，北起德龙省，西北接阿尔代什省，西接加尔省，南至罗讷河口省，东南角与瓦尔省接壤，东临上普罗旺斯阿尔卑斯省。
与梅内尔布接壤的市镇（或旧市镇、城区）包括：博梅特、舍瓦勒布朗、戈尔德、古尔特、拉科斯特、梅兰多勒、奥佩德、皮热。
梅内尔布的时区为UTC+01:00、UTC+02:00（夏令时）。

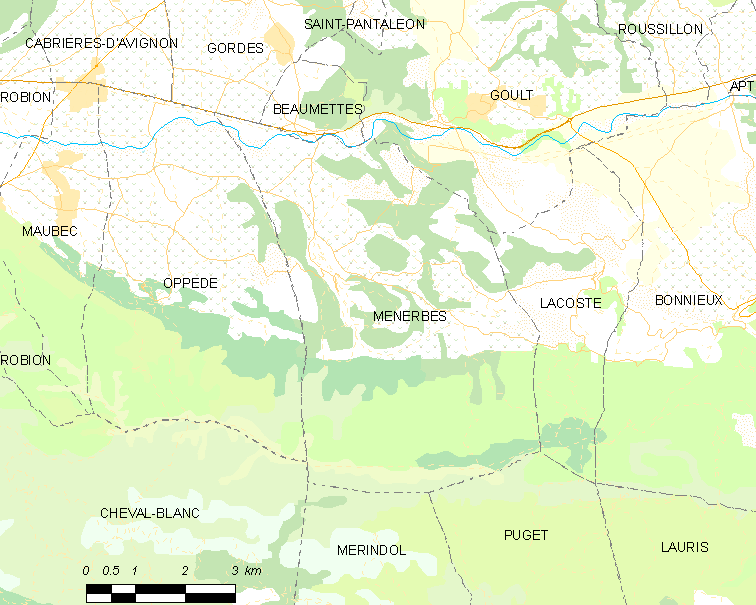
梅内尔布的OSM定位图

## 行政
梅内尔布的邮政编码为84560，INSEE市镇编码为84073。

## 政治
梅内尔布所属的省级选区为阿普特县。

## 人口

1962-2008年间梅内尔布人口变化图示

梅内尔布于2022年1月1日时的人口数量为967人。